# Mohammad Chah Qadjar
Pour les articles homonymes, voir Muhammad Shah.
 (juillet 2025).
Si vous disposez d'ouvrages ou d'articles de référence ou si vous connaissez des sites web de qualité traitant du thème abordé ici, merci de compléter l'article en donnant les références utiles à sa vérifiabilité et en les liant à la section « Notes et références ».
Mohammad Chah Qadjar (en persan : محمد شاه قاجار), né le 5 janvier 1808 à Tabriz et mort le 4 septembre 1848 à Téhéran, enterré à Qom, est le chah d'Iran entre 1834 et 1848.

## Biographie
Mohammad Mirza était le fils d'Abbas Mirza, donc petit-fils de Fath Ali Chah Qadjar. Il était gouverneur d'Azerbaïjan. Il accède au trône avec l'aide de Mirza Abu'l-Qasim Farahani Qá'im Maqham en opposition à ses oncles qui prétendaient au pouvoir.
Son règne est dominé par l'influence de son second grand vizir peu sympathique et grand manipulateur, Hadj Mirza Aghassi, après avoir exécuté son mentor et premier ministre Qa'im Magham Farahani en 1835.
À son époque se produisit en Iran un grand mouvement politique et religieux : le babisme.
Pendant son règne, il se heurte aux manipulations de l'Angleterre sur Hérat et l'Afghanistan. Pour contourner le pouvoir des Anglais, Mohammad Shah envoie un de ses officiers à la cour de Louis-Philippe. En 1839 deux instructeurs français arrivent à Tabriz. Parallèlement à cette mission militaire, et non réussie, a eu lieu l'ambassade du comte de Sercey, accompagné par le peintre Eugène Flandin et l'architecte Pascal Coste. En 1848, Mohammad Shah reçoit à Téhéran Hommaire de Hell, qui dirige une expédition scientifique française.
Mohammad Shah n'est pas une figure emblématique de la dynastie Qajar. Cependant sa femme, Mahdé Olia – la mère du prince héritier et futur Shah Nasseredine – exercera une influence considérable pendant le règne de son fils.
Mohammad Shah est mort à l'âge de 40 ans de la goutte.

## Famille
- Fils de Abbas Mirza (26 août 1789 - 25 october, 1833)

- Marié à Velliat Kadjar, reine Malekeye Djahan titrée Mahdé Olia  dont 
  - Nassereddine Shah [17 juillet 1831 - 1er mai 1896]
  - Izzet ud-daulah

- Marié Khadidjeh Bégum, une Kurde son épouse préférée, dont 
  - Abbas Mulkara Mirza [1839 - 1898]
  - Izz ud-daulah Abdussamad Mirza [1845 - 1929]
  - Abul Qasim Mirza
  - Rukn ud-daulah Muhammad Taqi Mirza [- 1901]
  - Aziz ud-daulah
  - Iffet ud-daulah